# دست‌ها روی شهر
دست‌ها روی شهر (ایتالیایی: Le mani sulla città) فیلمی به کارگردانی فرانچسکو رزی است که در سال ۱۹۶۳ به نمایش درآمد. از بازیگران آن می‌توان به راد استایگر اشاره کرد.
این فیلم که در مورد فساد در جنوب ایتالیاست، توانست جایزهٔ شیر طلایی جشنواره فیلم ونیز را از آنِ خود کند.

## چکیده داستان
به تحریک کارآفرین نوتولا، شهرداری ناپل در حال تبدیل زمین‌های کشاورزی به زمین‌های ساختمانی است. طراحان ساختمانی بدون احتیاط می‌ساختند و بیلهای مکانیکی سنگین در حال کنده کاری در محل ساخت و ساز با ایجاد لرزشهای شدید باعث فروپاشی یک ساختمان قدیمی و به جا گذاشتن تلفات جانی و مالی می‌شود.
در حالی که این درام اندکی پیش از انتخابات شهرداری‌ها صورت می‌گیرد، بحث‌هایی در بین اکثریت مشاوران درمی‌گیرد که به دنبال کنار زدن نوتولا است در حالی که مخالفان به رهبری دویتا، مشاور کمونیست، برای برگزاری کمیسیون تحقیق فشار می‌آورد.